# Parque nacional Isla Gloucester
El parque nacional Isla Gloucester es un parque nacional en Queensland (Australia), ubicado a 950 km al noroeste de Brisbane.
El parque nacional Isla Gloucester forma parte de la Gran Barrera de Coral, Patrimonio de la Humanidad en Australia según la Unesco.